# Фосс, Юлия
Юлия Фосс (нем. Julia Voss; Франкфурт-на-Майне, 1974 г.р.) — немецкая писательница, журналистка и искусствовед. Была заместителем руководителя отдела репортажей в Frankfurter Allgemeine Zeitung. С 2015 года является почетным профессором Люнебургского университета Лейфана.

## Биография
Юлия Фосс родилась во Франкфурте-на-Майне, Западная Германия. После окончания Школы Альткёнига в Кронберге в 1993 году изучала современную немецкую литературу, историю искусства и философию во Фрайбургском университете, Берлинском университете имени Гумбольдта и Голдсмитс-колледже в Лондоне. Степень магистра получила в 2000 году, защитив диссертацию о литературных формах дискуссии о дарвинизме (нем. Literarische Formen der Darwinismus-Debatte).
В период с 2001 по 2004 год работала над диссертацией по истории искусства «Один длинный аргумент». ( нем. One long Argument. Die Darwinismus-Debatte im Bild ) в рамках исследовательского проекта Общества Макса Планка. Она исследовала роль образов в развитии теории эволюции Чарльза Дарвина. В конце 2005 года получила докторскую степень в Университете Гумбольдта и была удостоена премии Отто Хана Общества Макса Планка за свою диссертацию, опубликованную в 2007 году. В 2008 году она написала статью о детской новелле Михаэля Энде Джим Кнопф и Лукас машинист, в которой исследовала мотивы писателя при написании книги. Написанная в 1960 году, новелла Энде является классикой в Германии и переведена на 33 языка. В своей статье под названием «Джим Баттон спасает теорию эволюции» (нем. Jim Knopf rettet die Evolutionstheorie) Юлия Фосс представила доказательства того, что автор хотел противопоставить нацистской расовой идеологии теорию эволюции Дарвина. Автор новеллы Михаэль Энде, выросший в нацистской Германии, использовал в своей книге многочисленные нацистские символы и отсылки, полностью изменив их дискриминационный аспект и превратив их в антирасистские и мультикультурные образы. В статье Фосс также упоминается, что Джемми Баттон стал прообразом для главного героя Энде, Джима Кнопфа, что и переводится на английский как Джемми Баттон.
После стажировки Юлия Фосс в 2007 году возглавила отдел Frankfurter Allgemeine Zeitung. В 2016 году, после десяти лет постоянной работы в газете, она переключилась на науку. С января 2018 года она ведет художественную колонку «Спросите Юлию Фосс» для газеты Frankfurter Allgemeine Sonntagszeitung, в которой отвечает на вопросы читателей о современном искусстве. С 2015 года является почетным профессором Люнебургский университет Лейфана, а в 2019 году приглашенный научный сотрудник Центра перспективных исследований (CAS) Университета Людвига-Максимилиана в Мюнхене.
Юлия Фосс была награждена премией Зигмунда Фрейда (2009) в области научной прозы от Немецкой академии языка и литературы за исследование теории эволюции Дарвина. В 2009 году она также входила в состав жюри Венецианской биеннале.

## Публикации
- Voss, Julia. Darwins Bilder :  [нем.]. — Fischer, 2007. — ISBN 3-596-17627-1.
- Voss, Julia. Charles Darwin zur Einführung :  [нем.]. — Junius, 2008. — ISBN 978-3-88506-654-5.
- Voss, Julia. Darwins Jim Knopf :  [нем.]. — Fischer, 2009. — ISBN 978-3-10-095805-1.
- Atlan, Eva. 1938 :  [нем.] / Eva Atlan, Raphael Gross, Julia Voss. — Wallstein, 2013. — ISBN 978-3-8353-1412-2.
- Voss, Julia. Hinter weißen Wänden :  [нем.]. — Merve Verlag, 2015. — ISBN 978-3-88396-360-0.[8]
- Voss, Julia. Hilma af Klint :  [нем.]. — S. Fischer, 2019-04-24. — ISBN 978-3-10-397367-9.